# La Bourrasque (film, 1922)
Pour l’article homonyme, voir La Bourrasque.
Pour plus de détails, voir Fiche technique et Distribution.
La Bourrasque (The Beautiful and Damned) est un film américain réalisé par William A. Seiter, sorti en 1922.
La sortie du film fait l'objet d'un scandale concernant l'annonce du mariage des deux vedettes du film, Kenneth Harlan et Marie Prevost.

## Synopsis
Gloria, issue d'une famille aisée, a fini par dépenser la majeure partie de l'argent de son père. Elle épouse Tony, aussi dépensier qu'elle, et ils continuent à vivre au-dessus de leurs moyens. Le grand-père fortuné de Tony, Adam Patch, décède, mais à leur grande surprise, il ne laisse rien à Tony. Le couple tente de gagner sa vie, mais cela ne leur plaît pas et ils recommencent leurs habitudes dépensières.

## Fiche technique
- Réalisation : William A. Seiter
- Scénario : Olga Printzlau, d'après The Beautiful and Damned de F. Scott Fitzgerald[2]
- Production : Warner Bros.
- Distributeur : Warner Bros.
- Genre : Drame[1]
- Durée : 70 minutes
- Date de sortie : 1er janvier 1923

## Distribution

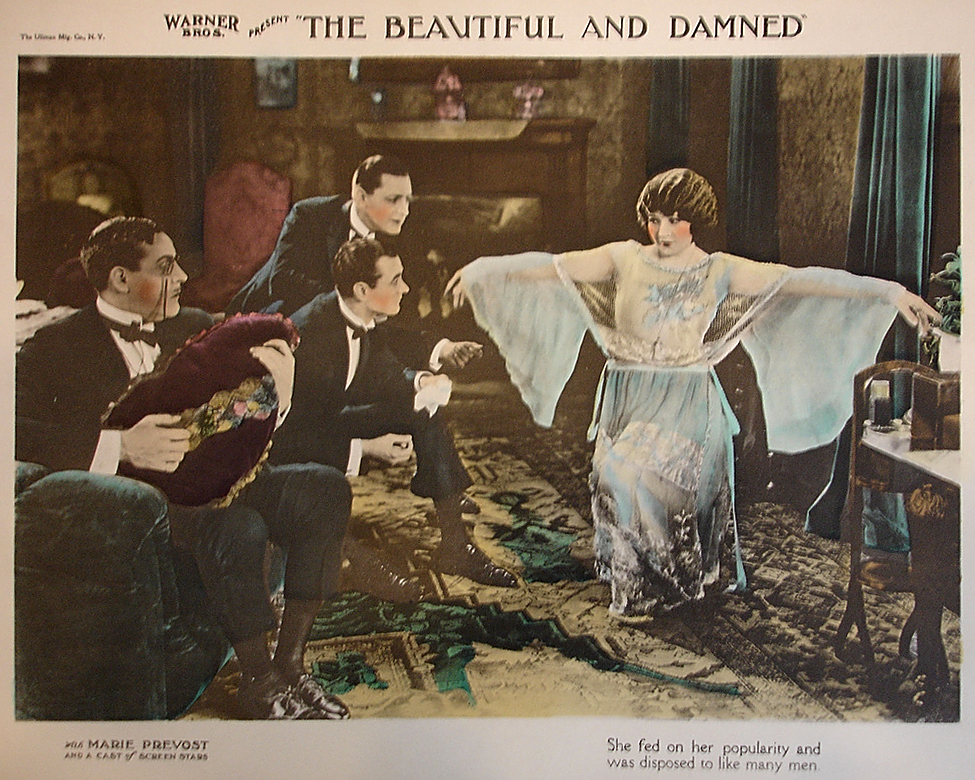
Carte promotionnelle avec Marie Prevost.

- Marie Prevost : Gloria
- Kenneth Harlan : Anthony
- Harry Myers : Dick
- Tully Marshall : Adam Patch
- Louise Fazenda : Muriel
- Cleo Ridgely : Dot
- Emmett King : Mr. Gilbert
- Walter Long : Hull
- Clarence Burton : Bloeckman
- J. Parker McConnell : Maury
- Charles McHugh : Shuttleworth
- Kathleen Key : Rachel
- George Kuwa : Tanner

## Autour du film
Pour la promotion du film, Jack L. Warner annonca que les vedettes du film Kenneth Harlan et Marie Prevost allaient se marier durant le tournage. L'annonce a eu un impact sur le public, et des milliers d'admirateurs ont alors envoyé des cadeaux et des lettres au couple. Cependant, Warner n'était pas informé que Marie Prevost était déjà mariée secrètement avec un premier mari, Sonny Gerke. The Los Angeles Mirror a eu connaissance de ce premier mariage et publia un article titré « Marie Prevost Will Be a Bigamist if She Marries Kenneth Harlan » (« Marie Prevost serait bigame si elle se marie avec Kenneth Harlan »). Warner était catastrophé par la publicité négative et par l'omission de Marie Prevost. Warner a arrangé rapidement une annulation, et une fois la mauvaise publicité autour du scandale estompée, Prevost et Harlan se marièrent tranquillement.

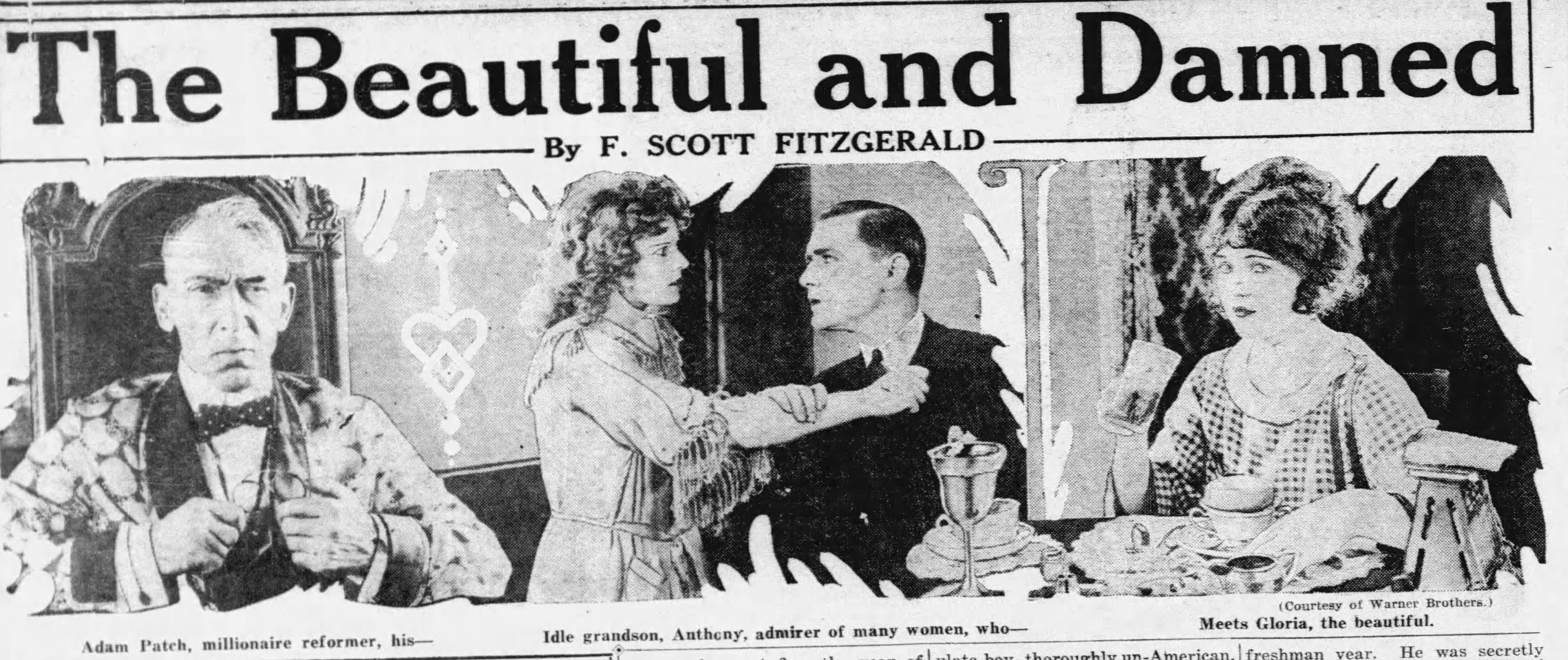
Publicité pour le film dans New York Daily News.